# Derek Heaton
Derek Heaton (* 27. September 1948) ist ein ehemaliger englischer Snookerspieler, der zwischen 1987 und 1995 für acht Saisons Profispieler war. In dieser Zeit erreichte er die Runde der letzten 48 der English Professional Championship 1988, die Runde der letzten 96 des Grand Prix 1987 und Rang 123 der Snookerweltrangliste.

## Karriere
Dreimal erreichte Heaton die finalen Runden der Qualifikation für die English Amateur Championship, eine zweifache Achtelfinalteilnahme war sein bestes Ergebnis. Mitte der 1980er-Jahre nahm der Engländer an der WPBSA Pro Ticket Series teil; da seine Ergebnisse unter anderem mit einer Viertelfinalteilnahme gut waren, wurde er zur Saison 1987/88 Profispieler. Während seiner ersten Saison gewann er aber nur zwei Spiele (beim Grand Prix gegen Mike Watterson wegen dessen kampfloser Aufgabe, bei der English Professional Championship gegen Jim Meadowcroft). Dadurch wurde er nur auf Rang 123 der Weltrangliste geführt. In den folgenden Saisons gewann er ebenfalls nur noch sehr selten Spiele und verzichtete schnell regelmäßig auf Turnierteilnahmen, bis er sich Mitte 1993 vollends zurückzog. Bis dahin hatte er nur drei weitere Partien gewonnen: gegen Mark Wildman beim Classic 1991, gegen Fred Davis bei den British Open 1991 und gegen Marcus Campbell beim Dubai Classic 1991. Abgestürzt auf Platz 408 der Weltrangliste, verlor er 1995 nach acht Profisaisons die Spielberechtigung.